# Braun (empresa)
Braun GmbH és una empresa alemanya de productes elèctrics de consum, coneguda pel seu disseny funcional i estètic. El 1921, l'enginyer Max Braun va establir la seva empresa a Frankfurt am Main, al principi fabricant components per a ràdios i, a partir de 1929, amplificadors i receptors de ràdio. Procter & Gamble és propietària de la marca Braun, mentre que l'empresa italiana De'Longhi té una llicència particular sobre alguns productes.

## Perspectiva històrica
Max Braun va ser un dels primers fabricants europeus que va combinar ràdio i tocadiscs en un mateix aparell. En 1935 va néixer el logotip de Braun, amb la seva característica "A" allargada i arrodonida al centre. Durant la 2ª Guerra Mundial, Braun es va veure obligada a abandonar pràcticament la producció per al sector civil. En 1944 les seves fàbriques de Frankfurt van quedar destruïdes gairebé per complet. En 1945, Max Braun va començar a reconstruir la seva empresa amb 150 empleats; l'any 1950 va aparèixer la primera màquina d'afaitar elèctrica, la "S 50", que combinava un element de tall oscil·lant amb una làmina d'acer ultrafina i, no obstant això, estable. Aquest principi ha seguit fent-se servir, en una forma més refinada i perfeccionada, en les màquines d'afaitar Braun fins al dia d'avui.
Max Braun va morir sobtadament el novembre de 1951. Els seus fills, Artur (26) i Erwin (30), van haver d'assumir la direcció de l'empresa, el departament de disseny de la companyia va començar a produir productes de la llar amb dissenys innovadors com a ràdios, projectors de diapositives, equips d'àudio, i altres, que són icones de la producció industrial del segle xx, actualment articles per a col·leccionistes.
Procter & Gamble és propietària de la marca Braun, mentre que Delonghi té llicència per vendre productes de planxat i cuina, gràcies a l'acord aconseguit per ambdues companyies en 2012.

## Productes

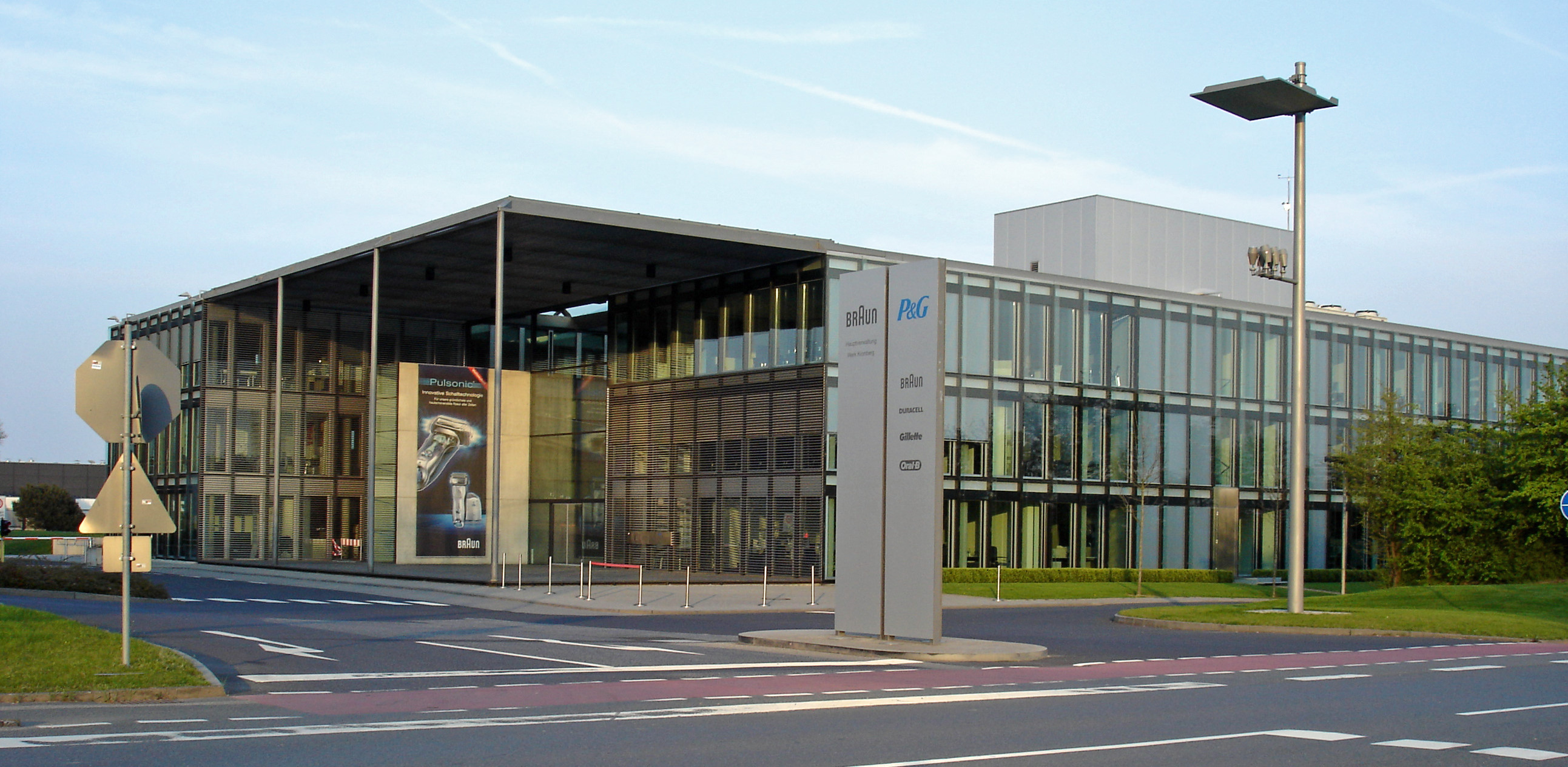
Seu de Braun a Kronberg.

Els productes de Braun s'agrupen en les següents categories:
- Afaitat i cura del cabell (màquines d'afaitar elèctriques, talladores de cabell, talladores de barba).
- Cura oral (ara com a marca Oral-B).
- Cura de la bellesa (cura del cabell).
- Salut (termòmetres d'oïda, monitors de pressió arterial, mesuradors de glucosa).
- Alimentació i begudes (cafeteres, molinets de cafè, torradores, mescladors, liquadores).
- Rellotges i calculadores (rellotges de polsera, de taula, de paret; calculadores).

## Galeria

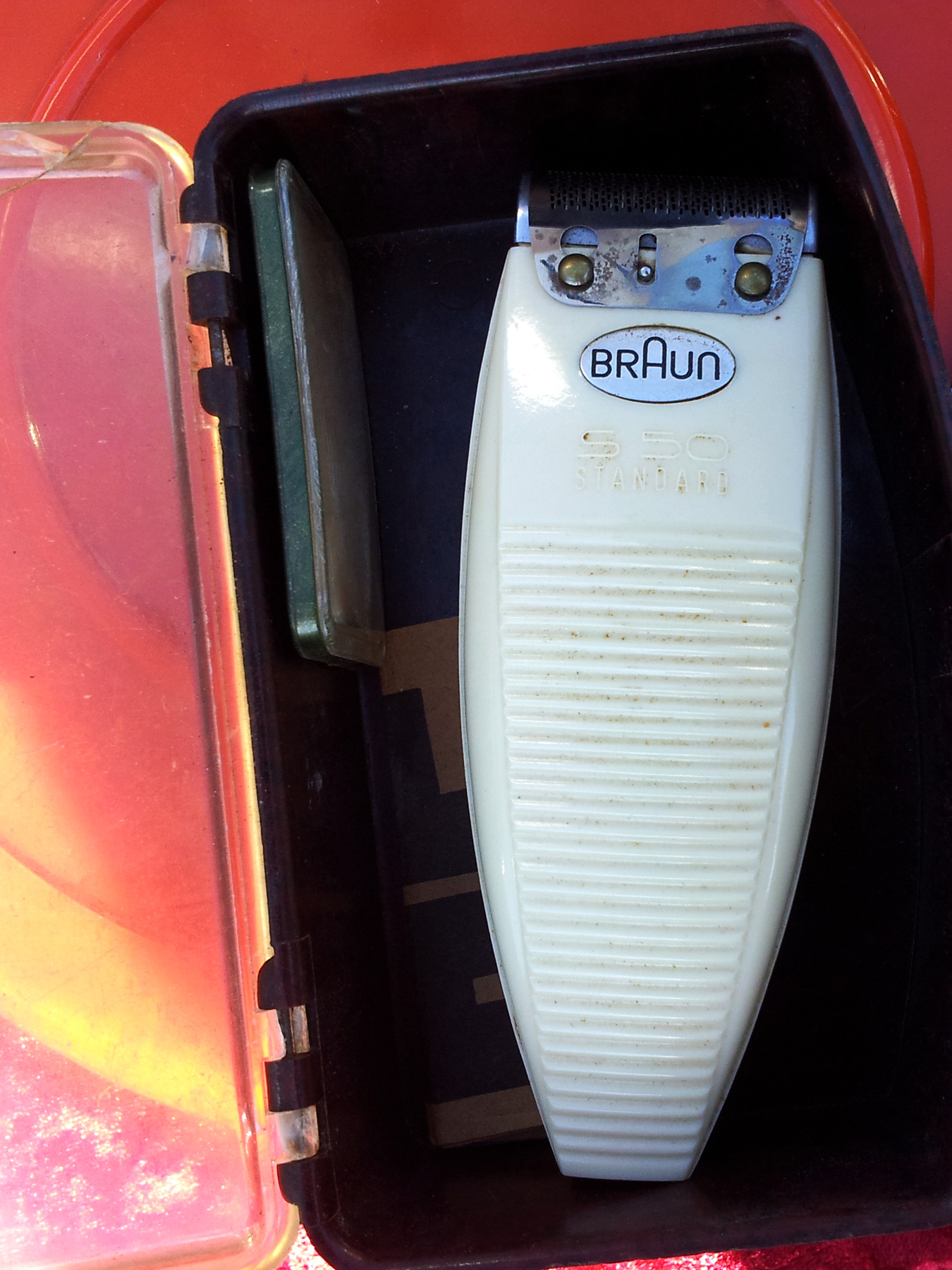
S 50 (1950)
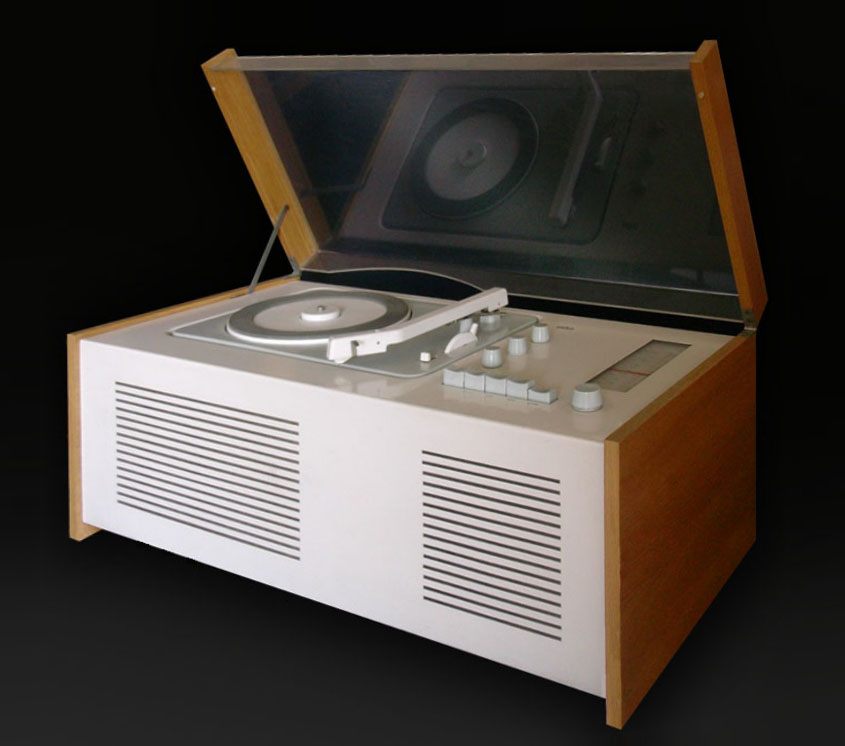
SK 61
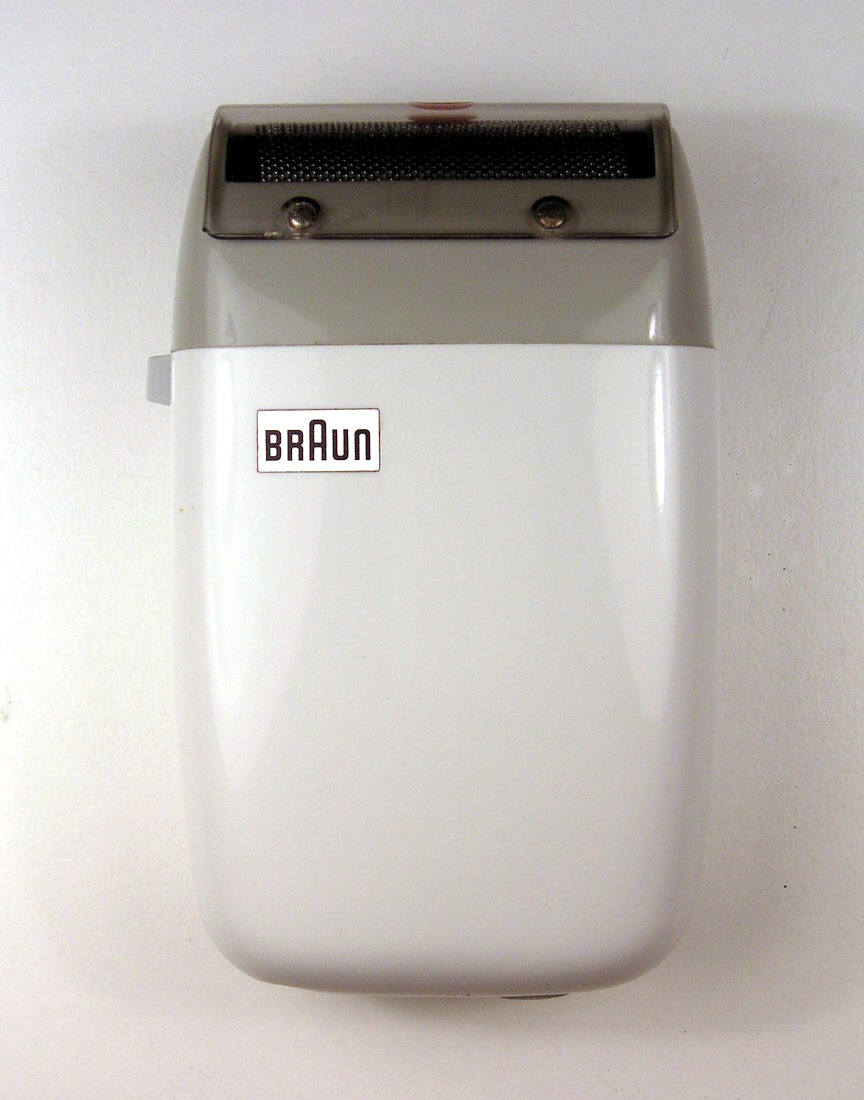
Sixtant
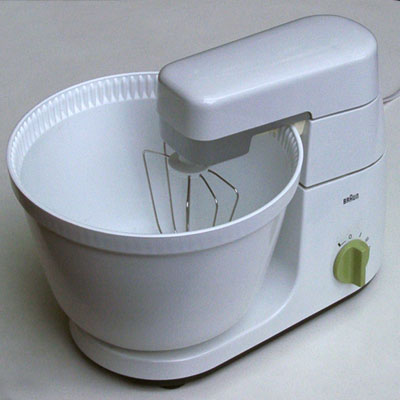
KM 32